# Lijst van burgemeesters van Lochem
Dit is een lijst van burgemeesters van de Nederlandse gemeente Lochem in de provincie Gelderland.
In de achttiende eeuw omvatte het bestuur van Lochem wel acht 'burgemeesters', misschien beter te betitelen als 'schepenen'. Vanwege de regelmatig wisselende samenstelling zijn de data van in- en uittreding meestal onbekend, hoewel de uittrede veelal samenging met de datum van overlijden. In elk geval de volgende heren zijn op enig moment burgemeester van Lochem geweest.
- Johannes Westenberg, geb. 12-07-1642 - ovl. 31-12-1732; burgemeester in 1688 en 1703
- Willem Muijderman, ca 1670- ca 1740
- Wolter Schomaker, 25(?)-01-1680 - 16-11-1755
- Statius Richardt Westenberg, 19-01-1685 - 14-06-1758
- Derk Joost Wentholt, 15-04-1693 - 08-08-1742
- Nicolaas Herman Olmius, 14-09-1697 - 22-06-1776
- Johannes Oortwijn Westenberg, 25-01-1702 - 09-08-1738
- Bartoldus Verstege, 04-11-1707 - 01-12-1792
- Willem de Wolff[1], 1701 - 1766; burgemeester in 1756 en 1765
- Johan Herman Sigismund van Nagell, 12-10-1730 - 30-10-1784
- Lambertus Thomasson, ??-08-1717 - 20-12-1781; tevens koopman en ontvanger der verponding te Lochem
- Wilhelmus Francois de Wolff, 22-11-1739 - 13-10-1804; Med. Dr., zoon van Willem de Wolff
- Jan Laurens Sölner[1], 1714 - 1789; was burgemeester op 11 april 1779 en tevens stadholder van 't scholtampt Lochem
- Hendrik Jan Raedt, 15-01-1719 - 30-09-1794; schepen en raad van Lochem van 1749-1788, burgemeester en gecommitteerde ter Staten Generaal 1769[2]
- Bernhard Rudolph Westenberg, ca 1744 - >29-01-1768; burgemeester vanaf 1736/1741
- Johan van Schuilemborg, ?-?; burgemeester vanaf 1736/1741
- Johan Hermanus Thomasson, 1752 - 1829, niet te verwarren met zijn neef Harmannus Joachim (1758 - 1833)

Vanaf de Franse tijd (1810) is de maire of burgemeester de hoogste magistraat in de gemeente. Tot 1880 kwam de burgemeester uit de kring der raadsleden, daarna was hij/zij doorgaans van elders afkomstig.
| Ambtsperiode | Naam burgemeester                                          | Leven                   | Partij of stroming | Bijzonderheden |
| ------------ | ---------------------------------------------------------- | ----------------------- | ------------------ | --- |
| 1810 - 1833  | Harmannus Joachim Thomasson                                | 21-05-1758 - 23-04-1833 |                    | zoon van Lambertus Thomasson; al vanaf 1795 gekozen burgemeester en van 1810 tot 1813 'maire' in de Franse tijd; al met al Lochems langst zittende burgemeester |
| 1834 - 1841  | Jacob Leen                                                 | 26-09-1799 - 17-03-1841 |                    | |
| 1841 - 1842  | Hendrik Westenberg                                         | 07-11-1766 - 02-01-1842 |                    | |
| 1842 - 1851  | Lodewijk Gustaaf Berends                                   | 27-08-1777 - 31-07-1854 |                    | |
| 1851 - 1880  | Laurens Leen                                               | 30-11-1819 - 15-01-1880 |                    | |
| 1880 - 1914  | Tjepke Haitsma Mulier                                      | 27-02-1847 - 24-09-1921 |                    | - |
| 1914 - 1929  | Frederik Willem Reinhard Wttewaall                         | 25-05-1880 - 06-11-1959 |                    | later (1929-1944) burg. van Deventer |
| 1929 - 1942  | Remmet van Luttervelt                                      | 18-10-1884 - 04-05-1956 |                    | |
| 1943 - 1945  | Frederik Daniel Nicolaas van Elten                         | 28-06-1890 - 31-05-1962 |                    | |
| 1945 - 1949  | Remmet van Luttervelt                                      | 18-10-1884 - 04-05-1956 |                    | |
| 1950 - 1964  | Hendrik Arend Beusekamp                                    | 27-12-1916 - 21-07-2000 | PvdA               | |
| 1964 - 1971  | Hendrik Nicolaas Cornelis Baron van Tuyll van Serooskerken | 22-11-1916 - 05-07-2017 | PvdA               | |
| 1971 - 1980  | Henk Beuke                                                 | 31-07-1924 - 09-11-2013 | PvdA               | later burg. van Epe. |
| 1980 - 1983  | Frans Hoekstra                                             | 23-11-1926 - 02-08-1983 | PvdA               | eerder burg. van Hoevelaken |
| 1982 - 1985  | Joop Postma                                                | 03-04-1932 - 27-07-2014 | PvdA               | waarnemend, later waarnemend burg. van Zaltbommel en daarna burg. van Winschoten                                                                                |
| 1985 - 1992  | Engbert Wilmink                                            | 23-02-1932 - 29-11-1992 | PvdA               | |
| 1992 - 2004  | Edith van Duijn                                            | 13-07-1947 -            | PvdA               | |
| 2005 - 2005  | Henk van der Woude                                         | 05-09-1947 -            | CDA                | waarnemend, later waarnemend burg. van Oost Gelre |
| 2005 - 2013  | Frans Spekreijse                                           | 11-11-1953 -            | VVD                | |
| 2013 - 2014  | Helmi Huijbregts-Schiedon                                  | 13-05-1948 -            | VVD                | waarnemend |
| 2014 - 2025  | Sebastiaan van 't Erve                                     | 25-10-1977 -            | GL                 | [ 3 ] [ 4 ] |
| 2025 - heden | Frans Backhuijs                                            | 24-07-1960 -            | VVD                | waarnemend |